# Cheese Cat-Astrophe starring Speedy Gonzales
Cheese Cat-Astrophe starring Speedy Gonzales est un jeu vidéo de plates-formes sorti en 1995 sur Mega Drive, Master System et Game Gear. Le jeu a été développé par Cryo Interactive, produit par Time Warner Interactive et édité par Sega.
Le jeu est basé sur Speedy Gonzales, un des personnages des Looney Tunes, apparu en 1953. Il doit sauver les souris capturées et combattre le chat Sylvestre et son fils Junior.

## Système de jeu
On incarne le célèbre personnage Speedy Gonzales qui doit libérer sa chère aimée et ses amies souris capturées par le chat Sylvestre dans son territoire réparti sur plusieurs niveaux. Les souris sont enfermées au fond de souterrains dont les ouvertures sont parfois cachées sous des caisses. En plus de rosser le chat et son fiston Junior, Speedy Gonzales doit parfois tuer plein d'autres ennemis en leur sautant dessus ou en leurs envoyant des sombreros qu'il collecte au passage, en plus des piments et quelques autres items. Le jeu est prenant et assez simple.

## Équipe de développement
- Project manager, game designer, map designer : Olivier Lebourg
- Programmeur principal : Jimmy Tucson de son vrai nom Jean-Marc Lebourg
- Tools programmer : Janicki Michel
- Artistes : Dominique Sablons, Imagex, Philippe Arbogast, Hugues Cazel
- Musique : David de Gruttola
- Programmeur séquence d'introduction : Janicki Michel
- Intro artists : Emmanuel Vasse, Dominique Sablons
- Sega team : Paul Chamberlain, Lia Ithell, Simon Bradley, Cara McMullan

## Technique
L'animation des personnages a été spécialement dessinée pour le jeu, par un des artistes ayant travaillé sur les dessins animés de Speedy Gonzales, chez Time Warner.
Les infographistes ont ensuite adapté les planches de dessin vers l'ordinateur. Puis le programmeur a cherché des solutions techniques pour pouvoir intégrer le maximum d'images de ces animations très fournies, dans le peu de mémoire dont disposaient les consoles de jeu de cette époque.